# Robert Wilfort
Robert Wilfort,  est un acteur britannique, né à Porthcawl le 20 avril 1977 connu pour son rôle de figurant dans Harry Potter et la Coupe de feu, en tant que Bozo, le photographe de Rita Skeeter. 
Ses apparitions sont plus nombreuses à la télévision qu'au cinéma ; on ne cite que 3 films au cinéma à son actif.

## Filmographie
film
- 2002 : All or Nothing
- 2004 : Rochester, le dernier des libertins
- 2005 : Harry Potter et la Coupe de feu
- 2007 : Skins (Série TV) (Tom)
- 2015 : Dickensian : Bob Cratchit
- 2021 : The Dig (film) (Billy Lyons)

jeux video
- 2013 : Assassin's Creed IV: Black Flag

serie
- 2017 : The Crown Épisode 4 : Bubbikins"
- 2021 : Sex Education saison 3